# راي ليفينغستون
راي ليفينغستون (بالإنجليزية: Ray Livingston)‏ هو موظف مدني أسترالي، ولد في 29 أغسطس 1922 في Nyah, Victoria ‏ في أستراليا.